# Federazione Italiana Pallacanestro
La Federazione Italiana Pallacanestro (comunemente abbreviata in F.I.P.) è l'organo di governo della pallacanestro in Italia.

Costituitasi nel 1921, ha sede a Roma ed è affiliata al CONI; a livello internazionale è membro della FIBA, nelle cui competizioni (mondiali e continentali) è rappresentata dalle proprie squadre nazionali (maschile e femminile). A livello interno ha giurisdizione disciplinare sulle attività dei vari campionati nazionali che vengono organizzati tramite le Leghe cestistiche di competenza oppure, per le divisioni inferiori, tramite i propri 19 comitati regionali. Dal 2013 il presidente è Gianni Petrucci, che già aveva ricoperto analoga carica dal 1992 al 1999.

## Storia

Logo della FIP in uso fino al 2007

### Fondazione
È stata fondata a Milano il 2 novembre 1921 come Federazione Italiana Basket-Ball e inizialmente vi hanno aderito 10 società eleggendo Arrigo Muggiani primo Presidente della neonata FIP. Alcune di queste formazioni avevano già disputato due campionati maschili organizzati dalla Federginnastica su iniziativa di Manlio Pastorini e dopo la traduzione delle regole del gioco grazie a Ida Nomi. Già era stato disputato un campionato, nel maggio del 1920. Durò quattro giorni, dal 26 al 30 maggio, in occasione del Concorso Ginnastico di Venezia. Vinse la Costanza Milano, prima di otto squadre. Poi, la FGNI non organizzò più nulla per un anno. Da qui il "malcontento" e la voglia di fare da soli. Prima un torneo federale e poi, dall’autunno del 1922, un vero e proprio campionato. I primi sei titoli furono vinti da squadre milanesi (cinque dall’A.S.S.I., una squadra di studenti, e uno dall'Internazionale). Poi, nel 1928 vinse per la prima volta la Ginnastica Roma.

Nel frattempo quei dieci club erano diventati 74 e i giocatori tesserati duemila. La sede della Federazione si era trasferita da Milano a Roma e il generale Ferdinando Negrini ne era divenuto il nuovo presidente. Nel 1925 la denominazione è stata cambiata per la prima volta in Federazione Italiana Palla al Cesto e nel 1930 è stata ribattezzata Federazione Italiana Palla al Canestro (poi contratto in Pallacanestro). Lo stesso anno, la federazione ha iniziato i campionati femminili, è stata riconosciuta dal CONI (ma fino al 1931 ha sempre fatto parte della Federginnastica) e si è trasferita a Roma (oggi ha sede in via Vitorchiano 113). In quell'anno inoltre la Nazionale aveva già fatto le sue due prime uscite: in canottiera bianca, con lo scudo crociato sabaudo prevalse per due volte sulla Francia (una volta a Milano il 4 aprile 1926, e poi a Parigi, il 18 aprile dell'anno dopo). Canevini, Valli e Valera i migliori realizzatori, Marco Muggiani il commissario tecnico.

Dal 1930, dopo due commissariamenti, con un nuovo presidente, il conte Giorgio Asinari di San Marzano, il trasferimento degli uffici allo Stadio Nazionale, l’attuale Stadio Flaminio, il movimento riceve una migliore struttura a livello nazionale. Dopo Milano è il momento di Roma e Trieste di affermarsi e di dominare la prima metà degli anni Trenta, vincendo, ad anni alterni, lo scudetto.

Nel 1936 con Basso, Bessi, Castelli, Diana, Dondi, Franceschini, Giassetti, Marinelli, Mazzini, Novelli, Paganella, Pelliccia, Premiami e Varisco, Decio Scuri, allenatore Guido Graziani, partecipiamo alle Olimpiadi di Berlino, le prime che vedono ufficialmente la presenza del basket. Arriviamo settimi su ventuno partecipanti. Nel 1937 nasce il primo campionato unico di serie A, a dieci squadre. Nello stesso anno la Nazionale maschile, in Lituania, vince l’Argento perdendo di un punto (24-23) nella seconda edizione dei Campionati Europei contro la squadra di casa. Le ragazze fanno di meglio: l’anno successivo vincono l’Oro, a Roma, ai primi campionati Europei femminili, sul campo del Muro Torto mettendo in fila Lituania, Polonia, Francia e Svizzera.

Dal 1936 al 1939 lo scudetto viene vinto dalla formazione milanese del Dopolavoro Borletti, guidato da Giannino Valli poi è di nuovo è il turno della Ginnastica Triestina (’40 e ‘41) e della Reyer Venezia (’42 e ’43) prima delle sospensioni a causa della guerra. Nella Reyer Venezia giocava Sergio Stefanini, il primo lungo italiano (nel dopoguerra, dopo un periodo passato in Brasile, vincerà cinque scudetti con la Borletti) capace di spostare gli equilibri.

### Il dopoguerra
Fino a quel momento si era giocato copiando il modello del calcio: due attaccanti, un centrale che faceva su e giù per il campo, e due difensori. I campi non erano tutti delle stesse dimensioni, si giocava quasi sempre all’aperto. Il movimento continuo dei giocatori dall’attacco alla difesa, i schemi chiamati con i numeri, le difese aggressive, li imparammo dai soldati americani in Italia che giocavano un basket più atletico e dinamico. Oppure nei campi di prigionia alleati. La guerra non divise solo l’Italia, ma anche la Federazione con un Commissario per il Centro-Nord e un altro per il resto d’Italia. La riunificazione nel 1946 con Aldo Mairano presidente, vide l’Italia vincere l’Argento, sconfitta in finale dalla Cecoslovacchia (34-32) alla prima edizione postbellica dei Campionati Europei di Ginevra. Per meglio imparare dagli americani, il presidente Mairano ingaggio Elliott Van Zandt alla guida della Nazionale. Van Zandt, capitano di fanteria, predicò il verbo dei fondamentali, dei fondamentali e dei fondamentali. La vita torna alla normalità: ci sono 4168 tesserati e 356 società nel 1946. 

La Nazionale maschile parte in treno per le Olimpiadi di Londra del 1948 senza Cesare Rubini che preferisce quella di pallanuoto e vince l’Oro, mentre i nostri con Bersani, Tracuzzi, Romanutti, Cerioni, Stafenini, Marinelli, Ranuzzi, Rapini, Primo, Marietti, Nesti, Pellarini, Ferriani, Mantelli finirono al diciassettesimo posto. Venne introdotta la regola dei tre secondi in area. Gli anni Quaranta si chiudono con quattro scudetti consecutivi della Virtus Bologna, mentre in campo femminile Bernocchi Legnano ed Indomita Roma precedevano l’avvento della prima era della Ginnastica Comense con quattro scudetti dal ’50 al ’53.

### Tra il 1950 e il 1980 (i primi successi internazionali)
Il basket guadagna spazi importanti nella società italiana. Dal 1954 sono obbligatori i campi al coperto in serie A, anche se talvolta, i parquet sono ancora un lusso e solo dopo le Olimpiadi di Roma i palloni sono tutti di nylon e non più pallonesse da calcio. Dopo Elliott Van Zandt, nel 1953 arriva Jim Mc Gregor alla guida della Nazionale. Suo assistente è il prof. Nello Paratore che aveva guidato l’Egitto ad una medaglia di Bronzo e una d’Oro negli Europei del ’47 e del ’49. Paratore dal ’56 è capo allenatore della Nazionale. Preparò la squadra per le Olimpiadi di Roma che si rivelerà il più grande evento promozionale per il nostro basket per l’epoca. Ci fu sempre il tutto esaurito. L’Italia sfidò alla pari le grandi nazionali dell’epoca. Fu l’Olimpiade di Giomo, Vianello, Riminucci, Lombardi, Pieri, Gamba, Alesini, Canna, Calebotta, Vittori, Gavagnin e Sardagna. Ci qualificammo al quarto posto dopo USA, Urss e Brasile.

Nel 1965 tornano nel nostro campionato i giocatori stranieri. È una delle prime decisioni del nuovo governo federale presieduto da Claudio Coccia. Il valore di Doug Moe a Padova, di Tony Kimball a Varese, di Skip Thoren a Milano (sponda Simmenthal) e di Joe Isaac (sponda All’Onestà) si traduce in una nuova spettacolarità che attrae sempre più pubblico. All’Olimpiade di Tokyo, l’Italia conferma la prestazione di Roma arrivando al quinto posto (Bertini, Bufalini, Flaborea, Gavagnin, Giomo, Lombardi, Masini, Pellanera, Pieri, Sardagna, Vianello e Vittori) mentre all’Olimpiade in Messico (Bovone, Bufalini, Flaborea, Masini, Vianello, Vittori, Gatti, Pellanera, Jessi, Recalcati e Cosmelli) l’ottavo posto significa anche la fine del ciclo di Nello Paratore alla guida della Nazionale. Giancarlo Primo, viene scelto per sostituirlo guidando l’Italia in sei Europei, due mondiali (Lubiana ’70 e Manila ’78) e due Olimpiadi (Monaco 72 e Montreal 76) e sarà l’allenatore delle prime medaglie internazionali (Vincendo due medaglie di Bronzo ad Essen nel ’71 e a Belgrado nel ’75), ma anche quello che darà nuova professionalità al Settore Squadre Nazionali realizzando con i suoi giocatori una sorta di club Italia.

Nel 1970 viene organizzata la Lega delle società maschili di Serie A e nel 1976 quella femminile portando alla nascita dell'A2 nel 1974 e l'introduzione dei playoff nel 1976 permettendo inoltre alle formazioni iscritte di tesserare 2 giocatori stranieri. Nel 1976 Enrico Vinci è eletto presidente della FIP. Inizia il decentramento federale, dando maggiori responsabilità alla periferia.

Dopo gli Europei di Torino Sandro Gamba viene nominato CT. Con Gamba la Nazionale riceve un nuovo indirizzo: non più club azzurro, ma una selezione dei migliori giocatori del momento, anche se italo-americani come Myke Silvester. Con Sandro Gamba in panchina l’Italia ha vinto le medaglie più preziose: Argento ai Giochi Olimpici di Mosca ’80, Oro agli Europei di Nantes ’83, Argento a quelli di Roma ’91, senza dimenticare il Bronzo di Stoccarda nell’85 e il dolce-amaro quarto posto di Zagabria nell’89 con Mike D’Antoni in squadra.

### Tra il 1990 e il 2000 (inizio del professionismo)
Gli anni Novanta vedono un cambio al vertice sia tecnico, sia politico. Il professor Enrico Vinci lascia la vita dirigenziale. Al suo posto viene eletto Gianni Petrucci, già segretario generale della FIP dal ’78 all’85 e poi della Federcalcio. Petrucci rimane in carica fino al febbraio del 1999, quando viene eletto alla presidenza del CONI. Sono anni importanti. Il 9 luglio del 1994 viene approvato il regime professionistico per i giocatori di serie A dalla XXIX Assemblea Generale Straordinaria tenutasi ad Ostia (Roma). Poi la sentenza Bosman. Il volto del nostro campionato viene stravolto con comunitari e extracomunitari senza vincoli di numero per il tesseramento.

La Nazionale con la guida di Ettore Messina, ottiene un nono e un quinto posto agli Europei in Germania e in Grecia, e un argento a Barcellona nel 1997. La Nazionale femminile guidata da Riccardo Sales vince l’argento a Brno e partecipa alle Olimpiadi di Atlanta. È la sua terza partecipazione, dopo Mosca nel 1980 (con Bruno Arrigoni in panchina e Carlo Colombo come assistente) e Barcellona nel 1992 (sotto la guida di Franco Novarina e con Guido Novello come assistente).

Dopodiché ogni anno lo scudetto cambia casa: Milano 96, Treviso 97, Virtus Bologna 98, Varese 99 (quello della stella), Fortitudo nel 2000 (al quarto tentativo) e poi di nuovo la Virtus Kinder Bologna nel 2001. Per la femminile gli anni Novanta si traducono con la parola Pool Comense: nove scudetti consecutivi, tutti con Viviana Ballabio, cinque coppe Italia e due Coppe dei Campioni.

L'8 maggio 1999 Fausto Maifredi, docente di matematica viene eletto come nuovo presidente della FIP. Il suo mandato inizia con la vittoria della Nazionale agli europei vincendo l'Oro Europeo. Dopo l’Argento di Barcellona, Bogdan Tanjevic sostituisce Messina, arriva sesto ai Mondiali in Grecia nel 1998, e vincendo l'europeo del 1999 disputato in Francia con Andrea Meneghin, Abbio, Myers, Basile, Bonora, De Pol, Galanda, Fucka, Marconato, Chiacig, Damiao e Mian e porta la Nazionale alle Olimpiadi dopo 16 anni. La guida della Nazionale femminile in questo periodo è assunta da Aldo Corno, che torna sulla panchina azzurra, anche se con un contratto part-time, per la terza volta.

Il 18 giugno 2000, la XXXIV Assemblea Generale Straordinaria, che si tiene a Chianciano Terme (Siena), vota il nuovo statuto federale che vede la Federazione come ente di diritto privato con finalità pubbliche.Alle Olimpiadi di Atlanta arriviamo quinti, agli Europei in Turchia del 2001 arriviamo noni. Tanjevic lascia. Il presidente Maifredi chiama alla guida della Nazionale Carlo Recalcati.

### Dal 2000 a oggi
L’Italia si qualifica per il campionato Europeo in Svezia del 2003 vincendo la finale per il terzo posto (l’ultimo valido per le Olimpiadi di Atene del 2004) contro la Francia di Tony Parker. 

Nell'edizione delle olimpiadi del 2004 l'Italia riesce ad ottenere il secondo argento della sua storia sportiva perdendo in finale con l’Argentina (69-84). L’Italia medaglia d’Argento è composta da: Nikola Radulovic, Gianluca Basile, Giacomo Galanda, Matteo Soragna, Denis Marconato, Gianmarco Pozzecco, Alex Righetti, Rodolfo Rombaldoni, Massimo Bulleri, Michele Mian, Roberto Chiacig, Luca Garri. I tecnici assistenti di Recalcati sono Fabrizio Frates e Giovanni Piccin.

Dino Meneghin, già Commissario dal 30 settembre 2008, viene eletto Presidente dalla XCI Assemblea Generale Elettiva il 7 febbraio 2009, succedendo a Fausto Maifredi. Il 12 gennaio 2013, nel corso della 44ª Assemblea Generale, Gianni Petrucci, viene eletto presidente della Fip. Petrucci era già stato eletto Presidente della Federazione Italiana Pallacanestro il 21 novembre 1992, venendo poi riconfermato il 29 giugno 1996. Nel 1994 fece parte della Commissione Esecutiva della FIBA (Fédération International de Basketball) e il 30 aprile 1997 venne eletto nella Giunta Esecutiva del CONI. Il 17 novembre 2020 Giovanni Petrucci è stato eletto e confermato Presidente della Federazione Italiana Pallacanestro dalla 48ª Assemblea Generale Elettiva per il quadriennio 2021-2024.

## Campionati

### Campionati Maschili
Nazionali 
- Serie A: massima serie della pallacanestro italiana. Campionato professionistico organizzato da Lega Società di Pallacanestro Serie A composto da girone unico formato da 16 squadre.
- Serie A2: secondo campionato nazionale. Massima serie dilettantistica nata nel 2013 dalla Lega Nazionale Pallacanestro composta da 24 formazioni suddivise in due gironi di 12 squadre. Dalla stagione 2024/2025 la competizione in base a quanto stabilito dalla riforma dei campionati verrà riorganizzata in un girone unico da 20 squadre con: 2 promozioni in Serie A e 2 retrocessioni in Serie B.
- Serie B Nazionale: terza serie italiana organizzata dalla Lega Nazionale Pallacanestro. Dalla stagione 2024/2025 la competizione in base a quanto stabilito dalla riforma dei campionati verrà riorganizzata in 2 gironi da 20 squadre con: 2 promozioni e 4 retrocessioni in Serie B interregionale

 Interregionali 
- Serie B Interregionale: campionato nato a seguito della riforma del 2023, esso è costituito da 4 Conference (ogni Conference a sua volta formata da 2 Division per un Totale di 8) su base territoriale e la Federazione assegna l'organizzazione delle singole Division a 8 comitati regionali. Quelli interessati sono: Abruzzo; Campania; Emilia Romagna; Lombardia; Piemonte; Puglia; Toscana e Veneto. Dalla stagione 2024/2025 si avranno 4 promozioni (1 per Conference) e 12 retrocessioni
- Serie C: organizzata interamente dai comitati regionali della Federazione e dalla stagione 2024/2025 seguendo il modello della Serie B interregionale anche questo campionato viene organizzato in 4 Conference su base Territoriale. Ognuno di questi raggruppamenti a sua volta è composto da 4 Division organizzate su mandato della Federazione dai vari comitati regionali. Quelli interessati sono: Campania; Emilia Romagna; Friuli-Venezia Giulia; Lazio (2 gironi); Lombardia (3 gironi); Marche; Piemonte; Puglia; Sardegna; Sicilia; Toscana; Umbria; e Veneto. Dalla stagione 2024/2025 si avranno 12 promozioni (3 per Conference) e 31 retrocessioni.

 Regionali 
- Divisione Regionale 1: organizzata da 16 dei 19 comitati regionali FIP: Abruzzo; Calabria; Campania (2 Gironi); Emilia Romagna (3 Gironi); Friuli Venezia Giulia (2 Gironi); Lazio (4 Gironi); Liguria; Lombardia (4 Gironi); Marche (2 Gironi); Piemonte (2 Gironi); Puglia (2 Gironi); Sardegna; Sicilia (2 Gironi); Toscana (2 Gironi); Umbria; Veneto (3 Gironi).
- Divisione Regionale 2: organizzata da 18 dei 19 comitati regionali FIP: Abruzzo; Basilicata; Calabria; Campania (2 Gironi); Emilia Romagna (6 Gironi); Friuli Venezia Giulia (4 Gironi); Lazio (5 Gironi); Liguria (3 Gironi); Lombardia (6 Gironi); Marche (3 Gironi); Piemonte (4 Gironi); Puglia (3 Gironi); Sardegna (2 Gironi); Sicilia (4 Gironi); Toscana (4 Gironi); Trentino Alto Adige; Umbria; Veneto (4 Gironi).
- Divisione Regionale 3: organizzata da 11 dei 19 comitati regionali FIP: Campania (2 Gironi); Emilia Romagna (9 Gironi); Friuli Venezia Giulia (2 Gironi); Lazio (3 Gironi); Lombardia (10 Gironi); Marche (2 Gironi); Piemonte (2 Gironi); Puglia (4 Gironi); Toscana (4 Gironi); Trentino Alto Adige; Veneto (5 Gironi).
- Divisione Regionale 4: livello presente esclusivamente nel comitato regionale della Lombardia con gironi organizzati in base alle formazioni iscritte nelle varie province della regione. Dalla stagione 2024-2025 sono organizzati 13 Gironi a livello provinciale.

## Campionati Regionali
| Regione                  | Serie B interregionale | Serie C | Divisione Regionale 1 | Divisione Regionale 2 | Divisione Regionale 3 | Divisione Regionale 4 | Totale Campionati Regionali |
| ------------------------ | ---------------------- | ------- | --------------------- | --------------------- | --------------------- | --------------------- | --------------------------- |
| Abruzzo                  | 1                      | -       | 1                     | 1                     | -                     | -                     | 3                           |
| Basilicata               | -                      | -       | -                     | 1                     | -                     | -                     | 1                           |
| Calabria                 | -                      | -       | 1                     | 1                     | -                     | -                     | 2                           |
| Campania                 | 1                      | 1       | 2                     | 2                     | 2                     | -                     | 8                           |
| Emilia-Romagna           | 1                      | 1       | 3                     | 6                     | 9                     | -                     | 20                          |
| Friuli-Venezia Giulia    | -                      | 1       | 2                     | 4                     | 2                     | -                     | 9                           |
| Lazio                    | -                      | 2       | 4                     | 5                     | 3                     | -                     | 14                          |
| Liguria                  | -                      | -       | 1                     | 3                     | -                     | -                     | 4                           |
| Lombardia                | 1                      | 3       | 4                     | 6                     | 10                    | 13                    | 37                          |
| Marche                   | -                      | 1       | 2                     | 3                     | 2                     | -                     | 8                           |
| Molise                   | -                      | -       | -                     | -                     | -                     | -                     | 0                           |
| Piemonte - Valle d'Aosta | 1                      | 1       | 2                     | 4                     | 2                     | -                     | 10                          |
| Puglia                   | 1                      | 1       | 2                     | 3                     | 4                     | -                     | 11                          |
| Sardegna                 | -                      | 1       | 1                     | 2                     | -                     | -                     | 4                           |
| Sicilia                  | -                      | 1       | 2                     | 4                     | -                     | -                     | 7                           |
| Toscana                  | 1                      | 1       | 2                     | 4                     | 4                     | -                     | 12                          |
| Trentino-Alto Adige      | -                      | -       | -                     | 1                     | 1                     | -                     | 2                           |
| Umbria                   | -                      | 1       | 1                     | 1                     | -                     | -                     | 3                           |
| Veneto                   | 1                      | 1       | 3                     | 4                     | 5                     | -                     | 14                          |
| Totali                   | 8                      | 16      | 33                    | 55                    | 44                    | 13                    | 169                         |

### Campionati femminili
Nazionali
- Serie A1: massima serie del campionato femminile di basket italiano organizzato dalla Lega Basket Femminile composto da un girone unico formato da 14 squadre.
- Serie A2: secondo livello del campionato organizzato dalla Lega Basket Femminile composto da 28 formazioni divise in 2 gironi da 14 squadre

 Regionali
- Serie B: primo livello a carattere regionale e gestito direttamente dai comitati regionali FIP che organizzato la competizione all'interno del proprio territorio di pertinenza. Le regioni che presentano tale competizione sono: Campania (2 Gironi); Emilia Romagna (2 Gironi); Lazio; Lombardia; Piemonte; Sardegna; Sicilia; Toscana; Umbria; Veneto.
- Serie C: secondo livello a carattere regionale e gestito direttamente dai comitati regionali FIP che organizzato la competizione all'interno del proprio territorio di pertinenza. Le regioni che presentano tale competizione sono: Campania; Emilia Romagna (2 Gironi); Friuli Venezia Giulia; Lazio (2 Gironi); Liguria; Lombardia (4 Gironi); Piemonte (2 Gironi); Puglia; Sicilia; Toscana; Umbria; Veneto.
- Promozione: terzo e ultimo livello a carattere regionale e gestito direttamente dai comitati regionali FIP che organizzato la competizione all'interno del proprio territorio di pertinenza. Le regioni che presentano tale competizione sono: Lombardia (4 Gironi); Toscana; Trentino Alto Adige; Veneto (2 Gironi).

| Regione                  | Serie B | Serie C | Promozione | Totale Campionati Regionali |
| ------------------------ | ------- | ------- | ---------- | --------------------------- |
| Campania                 | 2       | 1       | -          | 3                           |
| Emilia-Romagna           | 2       | 2       | -          | 4                           |
| Friuli-Venezia Giulia    | -       | 1       | -          | 1                           |
| Lazio                    | 1       | 2       | -          | 3                           |
| Liguria                  | -       | 1       | -          | 1                           |
| Lombardia                | 1       | 4       | 4          | 9                           |
| Piemonte - Valle d'Aosta | 1       | 2       | -          | 3                           |
| Puglia                   | -       | 1       | -          | 1                           |
| Sardegna                 | 1       | -       | -          | 1                           |
| Sicilia                  | 1       | 1       | -          | 2                           |
| Toscana                  | 1       | 1       | 1          | 3                           |
| Trentino-Alto Adige      | -       | -       | 1          | 1                           |
| Umbria                   | 1       | 1       | -          | 2                           |
| Veneto                   | 1       | 1       | 2          | 4                           |
| Totali                   | 12      | 18      | 8          | 38                          |

### Giovanili
I Campionati Giovanili FIP (sia maschili e femminili) sono divisi in Regionali, Élite ed Eccellenza (girone unico costituito dalle squadre migliori) divisi in età: Under 13, Under 14,Under 15, Under 17, Under 19.
I Campionati Giovanili sono organizzati in quattro fasi:
- Qualificazioni: organizzate dalle sezioni provinciali, vedono tutte le squadre iscritte scontrarsi tra loro, divise in molti gironi creati su base territoriale
- Secondo turno: diviso in fase Gold e Silver e organizzato dalla sezione regionale, che vede dividersi in due minicampionati le migliori di ciascun girone
- Finali regionali: fase finale organizzata dalla sezione regionale, che vede scontrarsi le prime dei gironi Gold. C'è anche una fase finale delle migliori della fase Silver
- Finali nazionali: gestite dalla federazione nazionale e organizzate dalle sezioni provinciali scelte ogni anno per ospitare le sfide più belle tra le squadre giovanili migliori d'Italia

## Sede e organigramma
La sede nazionale della FIP si trova in via Vitorchiano 113 a Roma.
Al vertice degli organi della Federazione figura il Presidente, che guida il Consiglio di Presidenza di cui fanno parte il Vice Presidente e quattro consiglieri federali. Vi è inoltre un Consiglio Federale ed un Collegio dei Revisori dei Conti. Vi sono inoltre due rappresentanti della Consulta dei Comitati Regionali, ed un Segretario generale.

Dino Meneghin da cestista

A settembre 2015, il Consiglio Federale è così composto:
- Presidente Federale: Gianni Petrucci.
- Vice-Presidenti: Gaetano Laguardia, Anna Cremascoli
- Consiglieri Federali:

Angela Albini, Eugenio Crotti, Giovanni Del Franco, Mario Di Marco, Giancarlo Galimberti, Sandra Palombarini, Stefano Persichelli, Marco Petrini, Gianni Zappi, Cristiano Zanus Fortes.
- Presidente Collegio dei Revisori dei Conti: Claudio Bruni.
- Componenti CONI: Salvatore Gueci, Alfredo Di Caprio.

## Presidenti
- 1921-1925: Arrigo Muggiani
- 1926-1930: Ferdinando Negrini
- 1930: Augusto Turati (commissario)
- 1930: Alberto Buriani

Decio Scuri, commissario e poi presidente della FIP.

- 1931: Giuseppe Corbari (commissario)
- 1931-1942: Giorgio Asinari di San Marzano
- 1942-1943: Vittorino Viotti (reggente)
- 1944: Carlo Donadoni (commissario Nord)
- 1944: Guido Graziani (reggente CONI)
- 1945: Decio Scuri (commissario Centro-Nord)
- 1945: Enrico Castelli (commissario CONI-Alta Italia)
- 1946-1954: Aldo Mairano
- 1954: Vittorio Muzi di Dogliola (reggente)
- 1954-1965: Decio Scuri
- 1965-1975: Claudio Coccia
- 1976-1992: Enrico Vinci
- 1992-1999: Gianni Petrucci
- 1999-2008: Fausto Maifredi
- 2008-2013: Dino Meneghin (commissario straordinario, poi presidente)
- 2013 - in carica: Gianni Petrucci

## Loghi

Logo della FIP fino al 2007
Logo della FIP dal 2007 al 2022
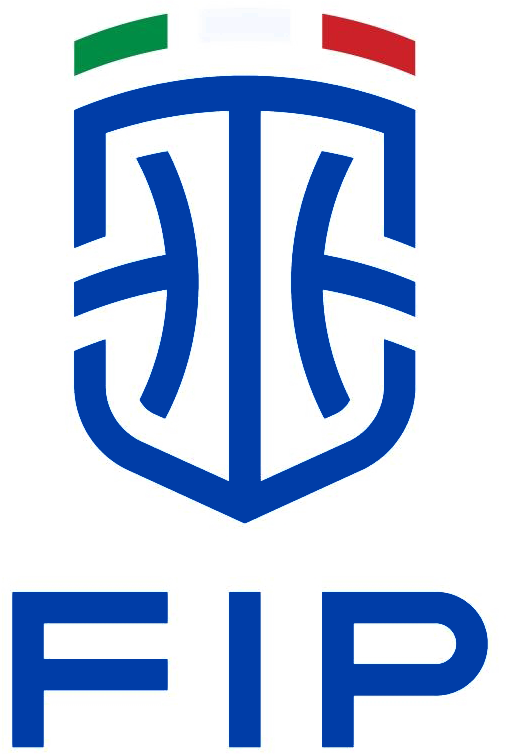
Logo della FIP dal 2022